# 天主教纳雄耐尔港教区
天主教納雄耐爾港教區（拉丁語：Dioecesis Portus Nationalis），是巴西一個天主教教區，位於托坎廷斯州東南部，屬帕爾馬斯總教區。
教區成立於1915年12月20日，1980年10月30日升為教區。2004年有教友276,000人，佔總人口86.3%。有廿六個堂區、司鐸廿九人。現任教區主教為羅穆阿爾多·瑪弟亞·庫亞夫斯基。